# Luca Felicetti
Luca Felicetti (* 18. August 1981 in Cavalese) ist ein italienischer Eishockeyspieler, der seit 2016 bei den WSV Sterzing Broncos in der multinationalen Alps Hockey League unter Vertrag steht.

## Karriere
Luca Felicetti begann seine Karriere bei seinem Heimatverein, dem SHC Fassa. Dort spielte er zwei Jahre in der ersten Mannschaft, bevor er im Sommer 2001 nach Nordamerika ging und dort einen Vertrag bei den Ajax Axemen aus der Ontario Provincial Junior A Hockey League unterschrieb. Noch im gleichen Jahr wechselte er zu einem Ligakonkurrenten, den Port Hope Clippers. Die folgende Spielzeit verbrachte der Italiener bei den Fairbanks Ice Dogs in der America West Hockey League, bevor er 2002 wieder zum SHC Fassa zurückkehrte. 
Im Sommer 2009 wechselte er zusammen mit Stefano Marchetti vom SHC Fassa zum SG Pontebba. Nach zwei Jahren verließ er den Verein wieder und schloss sich zur Saison 2011/12 dem HC Valpellice an. Im Verlauf derselben Spielzeit wechselte er innerhalb der Serie A1 zur SG Cortina, dem er bis 2014 die Treue hielt und mit der er 2012 die Coppa Italia gewann. 2014 zog es ihn zum amtierenden italienischen Meister Ritten Sport und auch mit seinem neuen Klub gewann er auf Anhieb den italienischen Pokalwettbewerb. Nach einem erneuten Jahr beim SHC Fassa schloss er sich 2016 den WSV Sterzing Broncos an, mit denen er in der neugegründeten Alps Hockey League spielt.

### International
Für Italien nahm Luca Felicetti an der U18-Junioren-B-Weltmeisterschaft 1999 sowie der U20-Junioren-C-Weltmeisterschaft 1999 teil. Des Weiteren stand er im Aufgebot Italiens bei de U20-Junioren-B-Weltmeisterschaft 2000 und – nach Umstellung auf das heutige Divisionensystem – an der U20-Junioren-Weltmeisterschaft der Division I 2001. Zudem nahm er als Teil der Herrenauswahl an den Weltmeisterschaften der Division I 2009, 2011, 2013, 2015 und 2018 sowie der Top-Division 2006, 2012 und 2014 teil.

## Erfolge und Auszeichnungen
- 2012 Gewinn der Coppa Italia mit der SG Cortina
- 2015 Gewinn der Coppa Italia mit Ritten Sport

### International
- 1999 Aufstieg in die B-Gruppe bei der U20-C-Weltmeisterschaft
- 2009 Aufstieg in die Top-Division bei der Weltmeisterschaft der Division I, Gruppe B
- 2011 Aufstieg in die Top-Division bei der Weltmeisterschaft der Division I, Gruppe A
- 2013 Aufstieg in die Top-Division bei der Weltmeisterschaft der Division I, Gruppe A
- 2018 Aufstieg in die Top-Division bei der Weltmeisterschaft der Division I, Gruppe A

## Karrierestatistik
(Legende zur Spielerstatistik: Sp oder GP = absolvierte Spiele; T oder G = erzielte Tore; V oder A = erzielte Assists; Pkt oder Pts = erzielte Scorerpunkte; SM oder PIM = erhaltene Strafminuten; +/− = Plus/Minus-Bilanz; PP = erzielte Überzahltore; SH = erzielte Unterzahltore; GW = erzielte Siegtore; 1 Play-downs/Relegation; Kursiv: Statistik nicht vollständig)